# Aú, o Capoerista
Aú, o Capoeirista é um personagem de história em quadrinhos criado por Flávio Luiz voltado para o público infantojuvenil. O personagem foi criado em 1992 para a exposição Bandes Dessinée - quadrinhos franco-belgas, em parceria com a Aliança Francesa, em Salvador.
Aú é um capoeirista que enfrenta vilões em Salvador ao lado do mico Licuri. O nome "Aú" vem de um movimento da capoeira. O personagem já teve dois álbuns lançados de forma independente através da editora do autor, Papel A2 Texto & Arte. O primeiro, chamado de Aú, o capoeirista, foi lançado em 2008 e financiado pela Lei Rouanet. O segundo (Aú, o capoeirista e o Fantasma do Farol), de 2014, foi financiado por crowdfunding através da plataforma Catarse. Em 2015, o segundo livro ganhou o Troféu HQ Mix na categoria "melhor publicação infantojuvenil".